# Еленка
Еленка е село в Южна България. То се намира в община Неделино, област Смолян.

## География
Село Еленка се намира в планински район на 4 км от град Неделино. То е най-близкото село до общинския център. Селото е разположено по билата на планината и има невероятно изложение и прекрасни изгледи. От центъра на селото могат да се видят следните върхове: връх Свети Илия, връх Шадийца, местност Белите камъни, връх Света Неделя, връх Устра, връх Алада, както и част от гръцките планини.

## История
Село Еленка преди е било част от сегашното село Кочани. Името му произлиза от местност в селото, кръстена на красива мома Елена, живяла по тези земи.

## Икономика
Жителите на село Еленка предимно се занимават с отглеждане на овощни дръвчета , тютюн, земеделие и животновъдство. Развива се добре пчеларството , млякопреработването и туризма